# ミル・フルール (漫画)
『ミル・フルール』は、秋元奈美による日本の漫画作品。

## 概要
『なかよし』（講談社）にて1997年6月号から1998年6月号まで連載された。全13話。そのほか、同誌増刊に番外編が3回掲載された。単行本は、同社の講談社コミックスなかよしより全3巻。
「ミル・フルール」（千花模様）のタイトルの通り、ガーデニングを題材とした作品で、主人公の名前も「千花」（ちか）である。また、同じく花が題材の『なかよし』1997年3月号別冊ふろくにて発表された読み切り「スノードロップ」は、本作の番外編に当たる作品であり、これを表題作とした単行本も同レーベルより刊行されている。

## 書誌情報
- 秋元奈美 『ミル・フルール』 講談社〈講談社コミックスなかよし〉、全3巻
  1. 1998年1月7日第1刷発行、ISBN 4-06-178879-5
  2. 1998年5月7日第1刷発行、ISBN 4-06-178887-6
    - 番外編「Morning Glory〜朝顔の約束〜」、「うら・フルール」収録

  3. 1998年10月6日第1刷発行、ISBN 4-06-178902-3
    - 番外編「リンドウの恋」、読み切り「迷子のヴァンパイア」収録